# 布雷苏
布雷苏（法語：Bressoux，法語發音：[bʁesu]）是比利时列日省列日的片区。布雷苏原为一独立市镇，1977年1月1日，布雷苏与列日和邻近的7个市镇外加属于市镇乌格雷的街区斯克莱桑合并，组成了今天的列日市镇，布雷苏成为了列日的一个片区。